# 野上下郷石塔婆

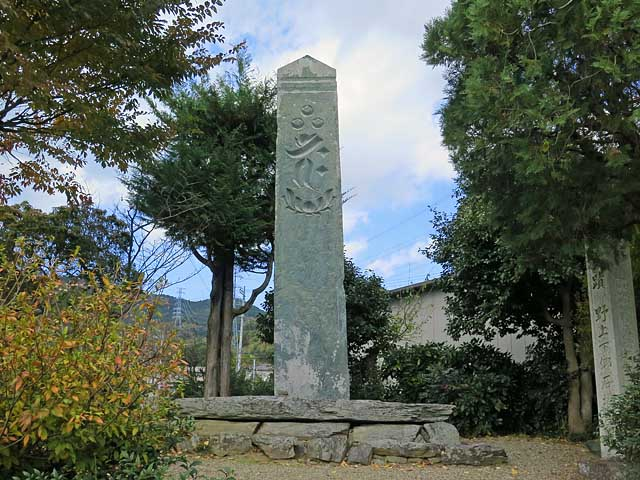
野上下郷石塔婆（2014年11月）

野上下郷石塔婆（のがみしもごういしとうば）は、埼玉県秩父郡長瀞町にある青石塔婆（板碑）。国の史跡に指定されている。

## 概要
緑泥片岩で、高さは地上1丈6尺7寸、幅3尺3寸2分、厚さ4寸。同質の台石上に立ち、表面上部には釈迦如来を表す種子（梵字）が刻され、次に梵字で光明真言が4行にわたって刻され、下部には応安二年(1369年)己酉十月日の年時と「願以此功徳、普及於一切、我等与衆生、皆共成仏道」の回向偈（法華経化城喩品）が刻されている。「天道大日如来碑」とも称され、仲山城主阿仁和直家のためにその遺族によって建立されたものという。この種の関東型板碑で現存する最大のものとされる。「応安」の当時は南北朝時代であり、南北両朝がそれぞれに元号を制定していたが、「応安」は北朝側の元号である。

## 史跡指定
1928年（昭和3年）2月7日、国の史跡に指定された。所有者は小坂区、史跡管理団体は長瀞町である。